# توربيورن بلومكفيست
توربيورن بلومكفيست (بالفنلندية: Torbjörn Blomqvist)‏ هو راكب الكنو فنلندي، ولد في 14 فبراير 1941، وتوفي في 20 فبراير 2017.

## وصلات خارجية
- توربيورن بلومكفيست على موقع اللجنة الأولمبية الدولية (الإنجليزية)
- توربيورن بلومكفيست على موقع أوليمبيديا (الإنجليزية)